# Let's Not Talk About It
Let's Not Talk About It è il primo album del cantautore italiano Mike Francis, pubblicato dall'etichetta discografica Concorde e distribuito dalla RCA nel 1984.
L'album è prodotto da Pietro e Paolo Micioni. I brani sono interamente composti dall'interprete, che cura anche gli arrangiamenti.
Dal disco viene tratto il singolo di successo internazionale Survivor/Late Summer Night.

## Tracce
Lato A
1. Night Time Lady
2. Cover Girl
3. Ballad
4. Late Summer Night
5. This Love

Lato B
1. Fall in Love
2. Let's Not Talk About It
3. Check It Out with the Groove
4. Survivor

## Formazione
- Mike Francis - voce, chitarra, cori, tastiera, pianoforte
- Walter Martino - batteria, percussioni
- Mike Fraser - pianoforte
- Massimiliano Di Carlo - chitarra elettrica
- Dino D'Autorio - basso
- Agostino Marangolo - cembalo
- Bob Masala - pianoforte, tastiera, basso, Fender Rhodes
- Pasquale Schembri - flicorno
- Lawrence Forsey - cori